# Salisbury (hrabstwo Herkimer)
Salisbury – miasto w Stanach Zjednoczonych, w stanie Nowy Jork, w hrabstwie Herkimer.